# 蒙塔居特
蒙塔居特（法語：Montagut，法語發音：[mɔ̃taɡyt]）是法国大西洋比利牛斯省的一个市镇，属于波城区。

## 地理
蒙塔居特（43°32'49"N, 0°30'16"W）面积6.18 平方千米，位于法国新阿基坦大区大西洋比利牛斯省，该省份为法国东南部省份，涵盖了贝阿恩与北巴斯克，西临大西洋比斯開灣，北至朗德省，东北接热尔省，东临上比利牛斯省，南与西班牙接壤。
与蒙塔居特接壤的市镇（或旧市镇、城区）包括：蒙热、阿尔热特、卡比多斯、马洛萨讷、皮耶特普拉桑克穆斯特鲁。
蒙塔居特的时区为UTC+01:00、UTC+02:00（夏令时）。

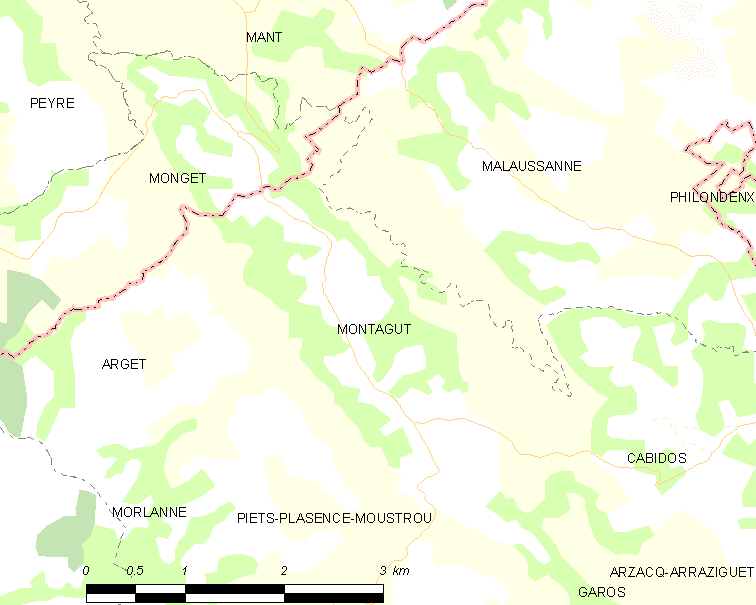
蒙塔居特的OSM定位图

## 行政
蒙塔居特的邮政编码为64410，INSEE市镇编码为64397。

## 政治
蒙塔居特所属的省级选区为阿尔蒂克斯和苏贝斯特尔地区县。

## 人口

1962-2008年间蒙塔居特人口变化图示

蒙塔居特于2022年1月1日时的人口数量为117人。